# Igbók
Az igbo, más néven ibo nép Afrika egyik legnagyobb etnikai csoportja, amelynek tagjai főként Nigéria délkeleti részén élnek. Tagjai az igbo nyelvet beszélik, amely körülbelül 30 nyelvjárásra, dialektusra oszlik.
Egyes becslések szerint a népcsoport Nigéria lakosságának 18%-át alkotja, így az igbók száma csak Nigériában több mint harmincmillió fő lehet. Az igbo nyelvet beszélők száma Nigériában körülbelül 18 millió fő.
1967-ben egy főként igbók lakta terület Biafrai Köztársaság néven megkísérelte az elszakadást Nigériától. Ez többéves katonai konfliktushoz, a nigériai polgárháborúhoz (más néven biafrai–nigériai háború vagy biafrai háború) vezetett, ami 1970 januárjában a nigériai központ kormány csapatainak győzelmével és a szakadár állam felszámolásával végződött.